# 2001 QU297
2001 QU297 est un objet transneptunien faisant partie des cubewanos.

## Caractéristiques
2001 QU297 mesure environ 278 kilomètres de diamètre.